# Patricia Willard
Patricia Willard (* 1928) ist eine US-amerikanische Jazz-Autorin, Historikerin, Produzentin und Fotografin, die sich auch als Duke-Ellington-Expertin hervortat.
Patricia Willard ist Mitglied der amerikanischen Jazz Journalists Association und arbeitete als Herausgeber für Jazz-Zeitschriften wie Down Beat, Jazz und Jazz & Pop, als Kolumnistin und Redakteurin auch für JazzTimes. Des Weiteren war sie für Oral-History-Projekte im Jazzprogramm der National Endowment for the Arts (NEA), des Smithsonian Institute und des Institute of Jazz Studies der Rutgers University tätig und interviewte in den 1970er-Jahren Musiker und Zeitzeugen wie Barney Bigard, Lawrence Brown, Skitch Henderson, Herbie Jones, Helen Oakley Dance, John Simmons Juan Tizol und Lee Young. Sie hatte auch einen Auftritt in dem Dokumentationsfilm Sound of Redemption: The Frank Morgan Story (2014, Regie N.C. Heikin).
Ferner schrieb Willard Rezensionen, Liner Notes, biografische Artikel für The Oxford Companion to Jazz und lieferte fotografische Beiträge für den Rolling Stone, The Village Voice, Billboard, The Los Angeles Times, Herald-Examiner and Daily News, The Antioch Review, Library of Congress Performing Arts Annuals und weitere Publikationen. Sie war auch als historische Beraterin der Duke Ellington Collection am Smithsonian National Museum of American History, der Abteilung Jazz und Populäre Musik an der Library of Congress und für das Musikprogramm des National Endowment for the Arts tätig. In späteren Jahren war sie weiterhin als Ellington-Forscherin, Mitherausgeberin von Werkeditionen und Beraterin aktiv; insbesondere beschäftigte sie sich mit der Verbindung der Musik Ellingtons zum Tanz. 2018 erhielt sie den Preis für ihr Lebenswerk im Jazz-Journalismus der Jazz Journalists Association (Lifetime Achievement in Jazz Journalism).